# Céltica
Céltica foi o primeiro nome dado a todo o noroeste da Europa continental. Foi também dado específicamente à Hispânia e mais precisamente às regiões do norte e centro da Península Ibérica.